# Stefania de Beauharnais (Badeńska)
Stefania de Beuharnais, fr. Stéphanie Louise Adrienne (ur. 28 sierpnia 1789 w Wersalu, zm. 29 stycznia 1860 w Nicei) – kuzynka Eugeniusza i Hortensji, dzieci cesarzowej Józefiny, poprzez adopcję córka Napoleona, w latach 1811–1818 wielka księżna-małżonka Badenii.

## Życiorys

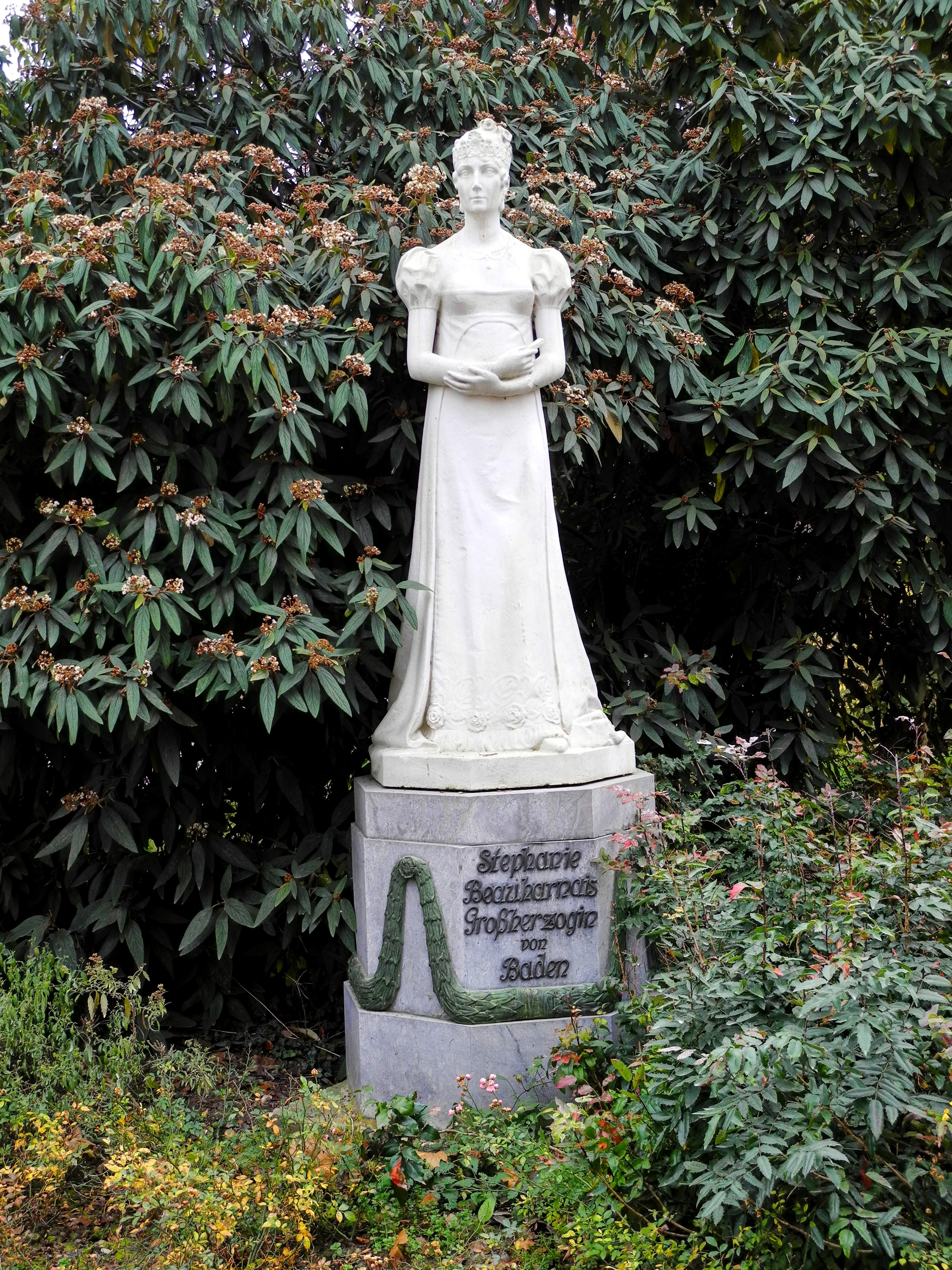
Pomnik w Mannheim

Stefania była córką Klaudiusza de Beauharnais, hrabiego des Roches-Baritaud (1756–1819), kuzyna Aleksandra de Beauharnais, pierwszego męża późniejszej cesarzowej Józefiny, i Klaudii Franciszki de Lezay-Marnésia (1767–1791). Miała trzy lata, gdy zmarła matka i przez dziesięć lat była wychowywana w konwencie w Południowej Francji, w Montauban. Parę lat po upadku reżimu terroru Robespierre’a ojciec zabrał ją do Paryża i przedstawił wdowie po kuzynie Aleksandrze, Józefinie de Beauharnais, wówczas już zamężnej z pierwszym konsulem Napoleonem Bonaparte. Od roku 1803 Stefania była wychowywana w tej samej ekskluzywnej pensji dla dziewcząt u Mme Campan, co kuzynka Hortensja. W roku 1804 Napoleon koronował się na cesarza Francuzów i nadał Stefanii tytuł księżniczki francuskiej oraz przydzielił jej apartament w Tuileriach.
W roku 1806 Napoleon szukał sprzymierzeńców w Niemczech, by scementować swą dominację nad krajem. Jednym z ważniejszych państw niemieckich była Badenia ze względu na swe strategiczne położenie blisko granicy francuskiej i Napoleon postanowił zawrzeć alians z władcą tego kraju, księciem-elektorem Karolem Fryderykiem. W zamian za zezwolenie na małżeństwo badeńskiego następcy tronu Karola z księżniczką z rodu Bonapartych Karol Fryderyk otrzymał zgodę cesarza na podniesienie Badenii do rangi Wielkiego Księstwa. W roku 1806 Napoleon adoptował Stefanię, nadał jej tytuł Cesarskiej Wysokości i wydał ją 8 kwietnia 1806 za Badeńczyka.
Małżeństwo przez wiele lat było nieudane, Karol mieszkał w Karlsruhe i prowadził nadal swe hulaszcze i rozwiązłe życie, a Stefania rezydowała w Mannheimie. Przyjaciółka rodziny Beauharnais, księżna d’Abrantès, pisała o Karolu w swych wspomnieniach: był najbardziej nieprzyjemną osobą z jaką kiedykolwiek się zetknęłam, zachowywał się jak wiecznie nadąsane, ukarane dziecko. Był wyjątkowo mało przystojny.
Dopiero w roku 1811, gdy Karol wstąpił na tron badeński, małżonkowie pogodzili się, najwyraźniej by dostarczyć dynastii potomków. Mieli trzy córki, z których najstarsza, Luiza, wyszła za szwedzkiego księcia Gustawa, byłego następcę tronu Szwecji i Finlandii. Jedyny syn zmarł (później pojawiły się opinie łączące dziecko z tajemnicą Kaspara Hausera). Dalsze dwie córki poślubiły księcia Karola Hohenzollerna z linii szwabskiej i angielskiego lorda Hamiltona.
W latach klęsk cesarstwa napoleońskiego, 1813–1815, Stefania walczyła o prawa swojego męża, którego alianci chcieli zdetronizować, i pilnowała interesów równie jak on zagrożonej kuzynki Hortensji.
Po śmierci męża w 1818 r. Stefania, źle traktowana przez nowego władcę Badenii, stryja jej męża, ostatniego z głównej linii rodu Zähringen, usunęła się od życia dworskiego i mieszkała w pałacu w Mannheimie oraz w swej letniej rezydencji w Baden-Baden. Przebywała głównie z malarzami i muzykami. Po roku 1848 zaangażowała się w sprawy syna Hortensji, księcia-prezydenta Ludwika Napoleona Bonaparte, i w pierwszych latach, gdy jeszcze rezydował w Pałacu Elizejskim, pełniła obowiązki pierwszej damy II Republiki Francuskiej. Usiłowała doprowadzić do skutku małżeństwo swej wnuczki Karoli z Ludwikiem Napoleonem, ale trafiła i na opór panny, od której Bonaparte był prawie 20 lat starszy, i jej ojca, księcia Gustawa Wazy, który, od 10 roku życia wygnaniec, nie chciał narażać jedynej córki na niepewne losy małżonki pretendenta.
Ostatnie lata Stefania spędziła częściowo w swym gronie artystów w Mannheimie, częściowo na licznych podróżach z odwiedzinami u różnych krewnych i potomków. W Badenii była niesłychanie popularna wśród ludu i klas średnich, nazywano ją „dobrą księżną”. Pochowana jest w krypcie rodu Zähringen w Pforzheimie.